# 岡田可愛
岡田 可愛（おかだ かわい、朝: 오카다 가와이, 1948年10月19日 - ）は、日本の元女優。後にアパレル関係の仕事をしている。本名・伊藤可愛。青蘭学院高等学校（現青稜高等学校）卒。

## 来歴・人物
大阪市生野区に6人兄妹の末っ子として生まれる。両親とも韓国人。
名前は可愛いという意味ではなく「可レ愛」（愛される可し）、つまり多くの人に愛されるようにという意味で、父の友人である漢文の先生に名づけられた。
父親の事業の失敗などで小学校4年の大晦日に一家で東京・吉原へ移り住む。小学校6年の時に一番上の姉によって劇団日本児童へ入れられる（父が厳格で簡単に出掛けさせてくれなかったことから、妹の付き添いをするために外へ出たいという口実からされたことだった）。子役時代はオーディション合格率100パーセントだった。NHK教育テレビの生放送「マッチ売りの少女」がデビュー作。木下恵介監督作品のオーディションにも受かったが、北海道ロケで家を離れるのが嫌で断ったこともあった。1962年、中学2年の時に吉永小百合主演『キューポラのある街』（日活）で映画デビュー。本名の可愛をそのまま芸名とした。
東宝の社長シリーズに主演の森繁久彌の娘役として出演し、助監督だった松森健がテレビドラマ『青春とはなんだ』（日本テレビ）で監督デビューする際に女生徒役として推薦される。夏木陽介主演のこのドラマは大人気となり、お転婆で明るい女生徒・松井勝子を演じた岡田可愛も一躍お茶の間の人気者になる。結局、シリーズ化された青春学園シリーズに連続4作一度も休むことなく延べ132本に出演した。最後の『進め!青春』終了時には皆勤賞を貰っているが、著書『失敗なんて怖くない』によれば、実は、自立して生活していたため1回でも出演回がないと給料に響くため監督に頼み込んで無理やりシーンを作ってもらっていたという。
1969年、女子バレーボールを扱ったスポーツ根性ドラマ『サインはV』（TBS）の主役・朝丘ユミに抜擢される。この作品はあらゆる層から支持される国民的人気ドラマとなり、人気を不動のものにする。その後も数多くのテレビドラマ、映画に出演していたが、結婚して子供が生まれたのを機に女優業を休止し、子供服を中心とした婦人服のアパレル業「キッズエンジェル」についている。休業中もとんねるずの番組などにゲスト出演することもあった。
現在、QVCなどで婦人用アパレルや豆乳おからクッキーなどを販売している。俳優の岡田亮輔は実の息子である。

## 出演

### 映画
- キューポラのある街（1962年4月8日、日活） - カオリ
- 社長外遊記 （1963年4月28日、東宝） - 三女・はるみ
- 続・社長外遊記（1963年5月29日、東宝） - 三女・はるみ
- 死闘の伝説（1963年8月11日、松竹）
- 社長紳士録（1964年1月3日、東宝） - 長女・洋子
- 続・社長紳士録（1964年2月29日、東宝） - 長女・洋子
- 花咲く乙女たち（1965年1月24日、日活）
- 北国の街（1965年3月20日、日活）
- 未成年 続キューポラのある街（1965年4月29日、日活） - アイ子
- 青春前期 青い果実（1965年5月16日、日活）
- これが青春だ!（1966年12月17日、東宝） - 佐々愛子
- 社長繁盛記（1968年1月4日、東宝） - はるみ
- 続・社長繁盛記（1968年2月24日、東宝） - （クレジットのみで未出演）
- 兄貴の恋人（1968年9月7日、東宝） - 小畑久美
- フレッシュマン若大将（1969年1月1日、東宝） - 大島昌子
- 社長えんま帖（1969年1月15日、東宝） - 娘・春江
- 二人の恋人（1969年4月12日、東宝）
- 続・社長えんま帖（1969年5月17日、東宝） - 娘・春江
- ニュージーランドの若大将（1969年7月12日、東宝） - 大島昌子
- コント55号 人類の大弱点（1969年8月13日、東宝） - 大島幸子
- 赤毛（1969年10月10日、東宝） - お袖
- 野獣都市（1970年5月23日、東宝） - みゆき
- サインはV（1970年7月18日、東宝） - 朝丘ユミ
- ジミー・ウォング／冷面虎　復讐のドラゴン（1973年、香港映画）
- 樺太1945年夏・氷雪の門（1974年8月17日、東宝） - 斎藤夏子（電話交換手）

### テレビドラマ
- 日産スター劇場（NTV）
  - 市長さまのアメリカみやげ（1963年）
  - 行け!花むこ候補（1968年）7
- 青春とはなんだ（1965年 - 1966年、NTV） - 松井勝子
- これが青春だ （1966年 - 1967年、NTV） - 本橋安江
- でっかい青春（1967年 - 1968年、NTV） - 松葉愛子
- 進め!青春（1968年、NTV） - 熊木愛子
- 仇討ち 第19話「助太刀屋助六」（1969年、TBS）
- 奇妙な仲（1969年、TBS）
- もうれつ大家族（1969年、CX）
- サインはV（1969年 - 1970年、TBS） - 朝丘ユミ
- 大江戸捜査網（12ch）
  - （第1シリーズ，第2シリーズ；日活）
  - 第1話「命知らずが闇を斬る」 - 第78話「悪人と笛吹き少女」（1970年 - 1972年） - 山猫お七
  - （第3シリーズ；三船プロ）
  - 第122話「捨て子騒動始末記」（1974年） - 瓦版屋・お花
- おひかえあそばせ（1971年、NTV） - 四女・菊枝
- 大忠臣蔵 第42話「槍の俵星玄蕃」（1971年、NET） - お琴
- 弥次喜多隠密道中 第1話「隠密大作戦」 - 第19話「宿命の対決」（1971年 - 1972年、NTV） - お駒
- 忍法かげろう斬り 第18話「略奪された姫君」 （1972年、KTV） - ふで
- 隼人が来る 第10話「姫君の脱出」（1972年、CX） - 鶴姫
- 赤ひげ 第45話「おせん泣かすな」（1973年、NHK総合） - おしの
- 新書太閤記（1973年、NET） - あさひ
- 非情のライセンス 第1シリーズ 第44話「兇悪の野良犬」（1974年、NET） - 長谷綾子
- バーディー大作戦 第3話「ギャング対Gメン 盗聴作戦」（1974年、TBS） - ルカ
- 右門捕物帖 第8話「姉妹花」（1974年、NET） - おなみ
- 愛の山河（1974年、NTV）
- 水戸黄門（TBS / C.A.L）
  - 第5部 第14話「妖怪の仇討 -姫路-」（1974年、TBS） - 志津
  - 第6部 第25話「海道一の大盗人 -金谷-」（1975年、TBS） - おぎん
- ご存じ金さん捕物帳 第1話「桜吹雪八百八町」（1974年、NET） - お染
- 少年ドラマシリーズ（NHK総合）
  - なぞの転校生（1975年） - 担任：大谷先生
  - ぼくとマリの時間旅行 第2話「江戸の一ツ目小僧」（1980年） - おせん
- 伝七捕物帳 第127話 「悲涙の密告」（1976年、NTV）- おゆき
- 遠山の金さん 第46話「恐怖の真昼に舞う風車」（1976年、NET） - おしの
- 浮浪雲（1978年、ANB）
- 大都会 PARTIII（NTV）
  - 第11話「白の恐怖」（1978年） - 八木みどり
  - 第25話「通り魔」（1979年） - 江崎婦警
- 大岡越前 第5部 第1話、第6話「足を洗った女」（1978年、TBS / C.A.L） - お柳
- 花王 愛の劇場 / 北の宿から（1979年、TBS）
- 西部警察 第4話「マシンガン狂詩曲」（1979年、ANB）
- 土曜ワイド劇場 / 京都殺人案内2（1980年、ABC）
- 必殺仕事人 第33話「炎技半鐘撲り」（1980年、ABC） - 菊乃
- 銀河テレビ小説 / 太郎の青春（1980年、NHK総合）
- 月曜ドラマランド（CX）
  - もしかして婚約者!?（1986年）
  - パンツの穴（1987年）
  - ひみつのアッコちゃん（1987年）
- 水曜ドラマスペシャル / 私は二番目の女（1987年、TBS）

### その他のテレビ番組
- ヤング720（TBS） - 司会
- ジャスト（TBS） - コメンテーター

### ラジオ
- 歌謡大行進（文化放送） - 水曜パーソナリティー

### CM
- 大正製薬／パブロン（1968年）

### オーディオ・コメンタリー
- DVD『ニュージーランドの若大将』（2006年3月東宝発売）

藤岡琢也と一緒に出演。加山雄三と松本めぐみのことから自身のデビュー時から青春学園シリーズ、『サインはV』の頃のことなども語っている。

## ディスコグラフィ

### シングル
| #              | 発売日          | A/B面          | タイトル                     | 作詞           | 作曲           | 編曲           | 規格品番       |
| キングレコード | キングレコード  | キングレコード | キングレコード               | キングレコード | キングレコード | キングレコード | キングレコード |
| -------------- | --------------- | -------------- | ---------------------------- | -------------- | -------------- | -------------- | -------------- |
| 1              | 1968年 7月1日   | A面            | 涙こらえて                   | 岩谷時子       | いずみたく     | いずみたく     | BS-859         |
| 1              | 1968年 7月1日   | B面            | あなただけに                 | 岩谷時子       | いずみたく     | いずみたく     | BS-859         |
| 2              | 1969年 1月1日   | A面            | 悲しきカナリヤ               | 岩谷時子       | いずみたく     | 親泊正昇       | BS-932         |
| 2              | 1969年 1月1日   | B面            | 恋のめざめ                   | 山上路夫       | 親泊正昇       | 渋谷毅         | BS-932         |
| ビクター       |                 |                |                              |                |                |                |                |
| 3              | 1970年 5月5日   | A面            | わたし、癖になってしまったの | なかにし礼     | 都倉俊一       | 大柿隆         | SV-2038        |
| 3              | 1970年 5月5日   | B面            | あなたが私なら               | なかにし礼     | 都倉俊一       | 大柿隆         | SV-2038        |
| 4              | 1970年 10月5日  | A面            | 小さな日記                   | 原田晴子       | 落合和徳       | 青木望         | SV-2093        |
| 4              | 1970年 10月5日  | B面            | 待っている少女               | なかにし礼     | 井上忠夫       | 大柿隆         | SV-2093        |
| 5              | 1971年 3月5日   | A面            | 愛の日記                     | あきひろし     | 猪俣公章       | 船木謙一       | SV-2135        |
| 5              | 1971年 3月5日   | B面            | 孤独                         | 荒木一郎       | 荒木一郎       | 船木謙一       | SV-2135        |
| 6              | 1971年 10月5日  | A面            | 青い海                       | 島津ゆう子     | 夏木ジロー     | 田辺信一       | SV-2201        |
| 6              | 1971年 10月5日  | B面            | 窓辺で                       | 井上たかし     | 井上たかし     | 田辺信一       | SV-2201        |
| 7              | 1972年 7月25日  | A面            | Tomorrow                     | なかにし礼     | 三保敬太郎     | 青木望         | SV-2281        |
| 7              | 1972年 7月25日  | B面            | 明日へ飛び出せ               | なかにし礼     | 三保敬太郎     | 青木望         | SV-2281        |
| 8              | 1972年 12月20日 | A面            | 忘れたはずの愛               | 峰新也         | 峰新也         | 青木望         | SV-2309        |
| 8              | 1972年 12月20日 | B面            | つくり話                     | 北山修         | 井上かつお     | 青木望         | SV-2309        |

### アルバム
| 発売日           | 規格             | 規格品番         | アルバム |
| ビクター音楽産業 | ビクター音楽産業 | ビクター音楽産業 | ビクター音楽産業 |
| ---------------- | ---------------- | ---------------- | --- |
| 1971年           | LP               | SJX-66           | 小さな日記 Side:A 1. 小さな日記 2. つくり話 3. 遠くへ行きたい 4. 白いブランコ 5. 初恋の人に似ている 6. 星に祈りを Side:B 1. 愛の日記 2. 花と小父さん 3. 悲しくてやりきれない 4. 見あげてごらん夜の星を 5. 空よ 6. 孤独 |

### タイアップ曲
| 年     | 楽曲           | タイアップ                                  |
| ------ | -------------- | ------------------------------------------- |
| 1968年 | 悲しきカナリヤ | 日本テレビ系テレビドラマ「進め!青春」挿入歌 |

## 著書
- 失敗なんて怖くない（1998年、KSS出版）ISBN 4-87709-289-7